# Piotr Nidecki
Piotr Paweł Nidecki (ur. 31 maja 1969 w Żarach) – generał brygady Wojska Polskiego, komendant główny Żandarmerii Wojskowej.

## Życiorys
Jest absolwentem Wyższej Szkoły Oficerskiej Inżynierii Wojskowej we Wrocławiu (1992, kierunek inżynieria wojskowa) ukończonej w trzyletnim trybie przyspieszonym oraz Wydziału Wojsk Lądowych Akademii Obrony Narodowej w Warszawie (2000, kierunek dowódczo-sztabowy). Ukończył także Podyplomowe Studia Obronności Państwa na Wydziale Strategiczno-Obronnym w Akademii Obrony Narodowej oraz liczne kursy specjalistyczne w resortowych ośrodkach i centrach szkolenia.
Po uzyskaniu promocji, w latach 1992–1998 pełnił służbę na stanowiskach dowódczych w 6 Pułku Pontonowym, a następnie w 6 Pułku Drogowo-Mostowym w Głogowie. W 2000 roku, po ukończeniu studiów w AON, został wyznaczony na stanowisko starszego oficera w pionie szkolenia 10 Brygady Kawalerii Pancernej w Świętoszowie. Od 2001 roku pełnił służbę w Sekretariacie Ministra Obrony Narodowej na stanowiskach specjalisty oraz starszego specjalisty do spraw organów kolegialnych ministerstwa, szefa zespołu obsługi korespondencji oraz zastępcy dyrektora sekretariatu. 29 września 2010 objął stanowisko dyrektora Sekretariatu Ministra Obrony Narodowej, którym był wówczas Bogdan Klich, polityk Platformy Obywatelskiej.
8 lipca 2014 roku, decyzją ówczesnego ministra obrony narodowej Tomasza Siemoniaka (Platforma Obywatelska), został wyznaczony na stanowisko szefa Centrum Operacyjnego Ministra Obrony Narodowej. 29 lipca 2014 roku Prezydent RP Bronisław Komorowski mianował go na stopień generała brygady. Nominację odebrał 15 sierpnia 2014 roku. 12 czerwca 2015 roku Tomasz Siemoniak powołał go na stanowisko komendanta głównego Żandarmerii Wojskowej. 24 grudnia 2015 roku minister obrony narodowej Antoni Macierewicz (Prawo i Sprawiedliwość) zwolnił go z zajmowanego stanowiska i przeniósł do rezerwy kadrowej. W grudniu 2023 został Szefem Biura MON.

## Życie prywatne
Żonaty, ma troje dzieci.

## Odznaczenia
- Brązowy Krzyż Zasługi – 1 sierpnia 2002[3]
- Srebrny Medal Za Długoletnią Służbę – 2012
- Brązowy i Srebrny Medal Siły Zbrojne w Służbie Ojczyzny – 2001 i 2006
- Brązowy, Srebrny i Złoty Medal Za Zasługi Dla Obronności Kraju – 2001, 2003 i 2008